# Wiadukt Negrelliego
Wiadukt Negrelliego (cz. Negrelliho viadukt, zwany także Wiaduktem Karlińskim) – wiadukt i most kolejowy w Pradze, w Czechach. Łączy Dworzec Masaryka przez wyspę Štvanice ma Wełtawie z dzielnicą Bubny. Jest to pierwszy praski most kolejowy i drugi ze wszystkich mostów w tym mieście.
Jest najdłuższym mostem kolejowym w kraju i trzecim co do długości licząc wszystkie mosty.
Początek wiaduktu znajduje się na terenie Nowego Miasta w Pradze 8. Nad dworcem autobusowym Florenc stanowi granicę pomiędzy Nowym Miastem i Karlinem, a następnie przechodzi przez terytorium Karlin przez wyspę Štvanice do Bubny, części dzielnicy Holešovice. 